# 将军，不能这样做
《将军，不能这样做》，或传为《将军，你不能这样做》，是叶文福1979年发表的诗作。内容是以第二人称呼吁一位耗用大量外汇拆掉幼儿园为自己建别墅的将军“不能这样做”。

## 概述
该诗序言说，“据说：一位文革中遭‘残酷迫害’的高级将领重新走上领导岗位后，竟下令拆掉幼儿园，为自己建别墅，全部现代化设备，耗用了几十万元外汇。”该诗以第二人称说，“你是受人尊敬的前辈”，出生入死建立了新中国，而今“置人民疾苦于不顾”，怎么对得起“像春蚕抽丝那般，为祖国积累财富”的人民，该诗最后说：“在这新长征的路上/且听前进的后人/和前进的法律一道/大喝一声：/将军，/不能/这样做！”
《将军，不能这样做》发表于《诗刊》1979年8月号，中国数十家报刊转载，后来叶文福为此受到批评。有人认为诗中的将军指的是陈再道或谭善和，叶文福2015年接受《诗歌周刊》访谈时说，该诗“从一开始就与陈再道有不少联系”，但将军是一个泛指，“我写的是中国，我写的是中国给我的现实”。叶文福又说，有人称邓小平曾批示“诗人，不能这样写”，其实并无此事。

## 评论
- 叶文福：“《将军，不能这样做》是对这一场所谓革命的性质的拷问，对文学有一点常识的人都应该懂得，在这首诗中，所谓反腐，不过是进入主题的切口。”[3]
- 李铖：“这是一首维护革命神圣性的诗，作者对将军的指责出于革命，对将军的期望也是出于革命。”[4]
- 丁东：今天“某些地方的拆迁行为，与那个拆幼儿园的将军相比，其蛮横程度则有过之而无不及。诗人当时不过是出于善意，想振臂一呼，引起官员的良心发现。现在看来，绝对的权力导致绝对的腐败是一条铁律，只有让制度把权力关进笼子，腐败才有医治的可能。”[4]